# Engelbert III de La Marck
Engelbert de La Marck, également connu sous le nom d'Engelbert III de Cologne, né en 1304 et mort le 25 août 1368 ou en 1369, est un membre important du clergé du XIVe siècle de la région Meuse-Rhin. Il est notamment doyen du chapitre de Saint-Lambert, prince-évêque de Liège et archevêque de Cologne.

## Biographie
Engelbert de La Marck est le dernier fils du comte Engelbert II de La Marck et de Mathilde d'Arenberg. En tant que cadet d'une famille noble, il ne pouvait prétendre à la succession et choisit une carrière spirituelle. En 1332, il devient doyen du chapitre cathédral de Saint-Lambert de Liège. Il aurait occupé la même fonction à la cathédrale de Cologne.

### Évêque de Liège
Sur l'intervention du roi de France, il est nommé par le pape Clément VI en 1344 à la tête de la principauté de Liège, où il succède à son oncle Adolphe de La Marck. Son règne dura presque 20 ans et fut marqué par une série continue de conflits.
En 1349, il acquiert le château et la ville de Durbuy, des mains de Charles IV, le fils de Jean de Bohême.
Bien qu'en 1335 la Paix des Lignages mit fin à la guerre civile liégeoise entre Awans et Waroux, un nouveau conflit éclata directement après la nomination d'Engelbert III entre la noblesse et les citoyens. En juillet 1346 à Vottem, à quelques kilomètres au nord de Liège, une bataille entre chevaliers et citoyens liégeois et hutois fit 400 morts du côté des chevaliers. Parmi ceux-ci, il y avait 40 nobles dont Dirk IV de Valkenburg. Un an plus tard, les rôles sont inversés sur le champ de bataille à Waleffe et les adversaires du prince-évêque sont écrasés. La paix de Waroux, promulguée le 28 juillet 1347, mit fin à ce conflit et imposa aux Liégeois un lourd tribut.
Au cours de la guerre de succession du Duché de Brabant (1356-1357) les Liégeois se rallièrent au duc de Brabant contre leur prince-évêque, partisan du comte de Flandre. En outre, les guerres Liège-Brabant (quatrième phase) et la guerre de succession de Looz (deuxième phase) faisaient rage au cours du règne liégeois d'Engelbert. La dernière guerre prit fin en 1366 avec l'annexion définitive du comté de Looz à la Principauté de Liège.
Sous son règne la peste noire sévit à Liège.

### Archevêque de Cologne
À la mort de Guillaume de Gennep, en 1362, la succession à la tête de l'archevêché de Cologne avait fait l'objet de multiples candidatures : non seulement celle (pour la seconde fois) d'Engelbert, mais aussi celle de son neveu, l’Électeur de Münster Adolphe III de La Marck, enfin celle du chanoine Jean de Virnebourg. Tandis que les deux premiers candidats faisaient le siège de la cour du pape en Avignon en quête d'approbation, Jean obtenait au terme d'un scrutin agité la majorité du chapitre (une minorité plaidait pour Floris de Wevelinghoven). Jean contrôlait en effet, par sa famille, les villes d'Andernach et de Linz et s'était approprié le trésor du défunt archevêque. Adolphe n’obtint l'archevêché, le 13 juin 1363, qu'en concédant le 23 octobre 1363 ce détournement à Jean de Virnebourg.
Adolphe engagea lui-même de nouvelles dettes, avant de céder, le 15 avril 1364, l'archevêché à son oncle Engelbert afin de pouvoir devenir comte de Clèves. Ces mutations ne s'accompagnaient pas seulement de transferts de fonds considérables des coffres de l’archevêché vers Avignon, puisque le nouvel archevêque Engelbert confiait en prébende à son neveu tous les fiefs de l’Électorat de Cologne ainsi que les bailliages en amont de Neuss à son neveu (ceux de Kempen et d’Œdt) ainsi que le bailliage et l'octroi du Rheinberg. Ce dernier était le plus rentable des quatre octrois rhénans de l'archevêque et représentait à lui seul 10 000 florins de rente nette, soit près de 60 % des revenus annuels de l'archevêché. Engelbert fit en outre nommer son neveu homonyme, sénéchal de Westphalie, et lui donna en prébende l'octroi de Waldenburg-Schnellenberg, suscitant par là l'émergence d'un nouveau rival pour l'hégémonie en Westphalie.
Pour mettre un frein aux dilapidations d'Adolphe de la Marck, le chapitre imposa à l'archevêque Engelbert un coadjuteur, Cunon II de Falkenstein, Engelbert obtenant pour sa retraite les péages et châteaux forts de Brühl et de Lechenich avec leurs rentes (env. 2 000 florins d'or annuels). Cunon prit en charge les dettes de l’Électorat, non sans prendre des hypothèques. Dans l'acte de nomination de la Noël 1366, le chapitre mettait en gage à Cunon le château et le péage d'Altenwied (de), Linz et son octroi rhénan, Rolandseck (de), d'Ahrweiler, Andernach, les château de Schönstein (de), de Nürburg, de Thurant et de Zeltingen. Il succombe de la peste.